# آرک-ون-بارووا
آرک-ون-بارووا (به فرانسوی: Arc-en-Barrois) یک کمون در فرانسه است که در canton of Arc-en-Barrois واقع شده‌است. آرک-ون-بارووا ۵۰٫۴۴ کیلومتر مربع مساحت دارد ۲۷۰ متر بالاتر از سطح دریا واقع شده‌است.